# Đình Trung Cần
Đình Trung Cần là Di tích lịch sử văn hoá quốc gia nằm ở xóm Trung Cần, xã Trung Phúc Cường, huyện Nam Đàn, tỉnh Nghệ An.

## Vị trí
Đình Trung Cần được xây dựng trên dải đất cao ráo, phong quang. Phía bắc và phía tây là khu dân cư xóm Trung Cần (xưa kia là xóm Đình và Xóm Khoa Trường) phía đông và phía nam là xóm Vũng Chùa (xưa kia là xóm Vũng, xóm chùa Giai (Quỳnh Trai) và xóm Cồn (Ngọc Cồn).
Nhìn ra xa, đình hướng nam, bầu trời rộng, cao. Những ngày trời trong người ta có thể nhìn thấy mây núi xanh các vùng Đức Thọ, Can Lộc, Hương Sơn và đèo Ngang tít tắp chân trời.

## Lich Sử
Đình Trung Cần được xây dựng năm 1781 (Tân Sửu), hoàn thành năm 1782 (Nhâm Dần). 
Tân Sửu hạ kinh thủy
Nhâm Dần xuân hoàn thành.
Đình Trung Cần được xây dựng bởi 3 vị tiến sĩ họ Nguyễn Trọng. Đó là Nguyễn Trọng Thường, Nguyễn Trọng Đương, Nguyễn Trọng Đường, cùng với nhân dân trong xã Nam Trung.

## Tổng Thể
Phía trước cửa đình, bên cạnh các cồn đất có hình thù "nghiên bút" khu "chùa Kẹ" là lăng mộ Tống Tất Thắng.
Đình có tường cao quá đầu người , bao bọc bốn bề sân vườn, vừa là lối đi ở mặt trên, tiện cho mọi người ngồi xem hội hè, đình đám diễn ra trong sân đình.
Trước cổng đình là nhà bia ghi sự tích đình và công lao tên tuổi của những người đã góp công, của ruộng đất cho việc xây dựng đình, bia ghi tên " Nghĩa điền bia ký".
Vào cửa sân đình, hai cột nanh cao vút, trên đầu là hai con nghê vừa hướng vào đinh vừa đối diện nhau, hai con nghê bằng đất nung với văn hoa chi tiết mềm mại, tinh tế ( đã bị bão lũ phá hủy, nay thay bằng nghê xi măng cốt thép).
Sân đình bằng phẳng, cỏ xanh mượt mà, hàng nghìn người ngồi không hết chỗ.
Ngôi đình oai nghiêm, mái cong, trên nóc có mô hình " Lưỡng Long triều nguyệt". cũng như những con rồng đúc đất nung, nhưng con lân đa đang chạy dài trên các đường lưng chừng, các góc mái đến tận mái, nối tiếp là những con chim phượng cất cánh chức bay lên trời.
Long - Ly - Quy - Phượng là những mô hình tượng trưng bốn con vạt linh thiêng, tất cả bằng đất nung đừng nét chi li, tinh tế, mang thần sắc sống động, linh hoạt tôn nghiêm cổ kính.
Các đường Hạ Thượng đều được chạm nổi "mây, mưa, lá,đề, cành, tùng,cúc, trúc, mai".
Trên nách bốn bè có 24 bức tranh khắc gỗ nổi dây là những kỳ công của điêu khắc cổ.
Những mô hình như " Vua Thuấn đi cày", "vua Nghiêu truyền ngôi cho vua Thuấn ở Hoàng Cung", cảnh "vượt thuyền trong giông bão", những cảnh sinh hoạt trong dân gian rất sinh động như " Tiến sĩ về lang", " người đánh đàn", " trẻ chăn trâu thổi sao", "Mẹ cho con bú", "trai gái giã gạo", "người đánh cờ", " người đọc sách ngâm thơ", "phi ngựa chiến qua làng" ...
Tất cả 24 bức tranh gợi lên một quang cảnh làng xóm xa xưa, một làng có văn hóa, văn minh, vừa cổ kính, vừa dân dã, gần gũi, thân thiết. Hai mươi tư bức tranh được bố cục hài hoà, đường nét điêu luyện, ý cảnh, thần sắc thực và ảo nói lên tài nghệ, tâm hồn nghệ nhân làng xã thuở xa xưa. Bức hoành phi chạm nổi khác ghi năm chữ Hán, kiểu chân phương: 
"Thánh cung vạn vạn tuế"
(Cung điện nhà vua muôn muôn năm). 
Ở hai đường thượng khác ghi niên đại: 
"Tân Sửu hạ kinh thủy 
Nhâm Dần xuân hoàn thành" (1781 1782).
Một hương án lớn bày giữa đình, có hai con hạc đứng trên lưng hai con rùa lớn, chầu hai bên hương án. 
Hai đầu có hai bục bệ lim hình sân khấu đối nhau.
Nền đình lát gạch cỡ gần một mét vuông, loại gạch nung chín đỏ, các đế cột là những tảng đá thanh xanh bóng.
Nối tiếp sau đình là một đình nhỏ hơn, có biển khắc chạm lộng ba chữ Hán "Đại thành miếu" (miếu thờ Khổng Tử). "Đại thành miếu" do Tổng đốc Lê Nguyên Trung khi đã về hưu cùng dân làng dựng thêm. Khi Tự Đức biết đình Trung Cần rất nguy nga tráng lệ, đẹp nhất vùng, có ý định bắt thợ Trung Cần dỡ đình về xây cung điện Thái Hoà ở kinh đô Huế thì Lê Nguyên Trung tâu lên: Trung Cần không có đình, chỉ có "Đại thành miếu". Tự Đức vốn sùng bái Khổng Tử nên không dỡ đình Trung Cần nữa. Thợ Trung Cần đều thoát nạn, đình Trung Cần giữ nguyên. Phần trùng tu có thêm: "Đại thành miếu" từ đó. Đình Trung Cần, một công trình văn hoá nghệ thuật bề thế, điêu luyện, một tác phẩm kiến trúc tuyệt xảo nhất vùng, cùng cụm đình Hoành Sơn, Dương Liễu đã có tiếng vang trong xứ Nghệ. 
"Khái ngàn Hống (Hồng Lĩnh hổ nhiều, lớn). 
Trống Trung Cần" (trống to, đường kính mặt dài gần hai mét, dùng cột gỗ và dây giật thay dùi trống).
Ngày hội hè, trống đình vang lên giục giã, rộn ràng trong vùng. Những ngày bắt phu, bắt lính, thu thuế, cứu hoả, chống lụt, chống giặc cướp, v.v... trống đình nổi lên như sấm rền, ghê sợ!
Đình Trung Cần, một công trình kiến trúc văn hoá nghệ thuật, bề thế, nguy nga, cổ kính, tinh tế, điêu luyện... biểu hiện nhận thức thẩm mỹ, trình độ kỹ xảo cao của nhân dân làng xã trong vùng, cuối triều Lê. 
Tiến sĩ sứ giả Nguyễn Trọng Đường (...). Họ Nguyễn Trọng Trung Cần đã cùng nhân dân xây dựng nên đình Trung Cần.
Nhiều địa danh "lò ngói", "lò gạch", "đồng cựa" kho tàng vật liệu còn ghi dấu.
Nhiều giai thoại thần thoại, ca dao, tục ngữ hát ví...ngợi ca còn lưu lại.
Biết bao danh nhân, tao nhân mặc khách trong vùng, khắp nơi đã in dấu chân, đến đây chiêm ngưỡng ngôi đình? 
Vua Quang Trung trên đường vời La Sơn Phu Tử lập viện sùng chính đã tới đây, dự định lấy đình làm nơi nghiên cứu văn học, không rõ vì sao lại thôi... 
Thi hào Tiên Điền Nguyễn Du những lần đến thăm thông gia Nguyễn Hữu... đều đến thăm đình.
Mùa xuân 1904, phó bảng Nguyễn Sinh Sắc cùng hai con Tất Đạt, Tất Thành trên đường thăm thành Lục Niên, đã ghé qua đây thăm đình Trung Cần
Biết bao đội "thợ mộc Trung Cần", "thợ nề Trung Cần" nổi tiếng đã sinh ra sau sự kiện xây đình Trung Cần. 
Và biết bao người con ưu tú của làng xã đã hấp thu tinh hoa văn hoá làng xã, đã ra đời dưới triều đại sau như:
Nghĩa Quận công Tống Tất Thắng
Học giả nổi tiếng: Tổng đốc Lê Nguyên Trung
Thám hoa: Nguyễn Văn Giao. 
Hoàng giáp: Nguyễn Hữu Lập, v.v...
Nhiều họa sĩ nổi tiếng đời sau cũng từng sinh ra, lớn lên ở làng xã đã chiêm ngưỡng đình Trung Cần. 
Nhìn tổng thể khu vực này có các công trình: cổng, sân, bia đá, đại đình, hậu cung. Cổng đình có hai cột nanh cao vút, trên có hai con nghê chầu lại, sân đình bằng phẳng, cỏ xanh mượt mà, hàng trăm người ngồi xem không hết chỗ.
Phía trước có bia đá xanh "Nghĩa điền bia ký" ghi lại sự tích xây dựng và công lao của bà con đóng góp ruộng đất, tiền của làm nên công trình này, xung quanh có tường bao bảo vệ.
Trước đình là các cây xà cừ cổ thụ, chu vi khoảng 5-6 người ôm, trước do bão lũ đã đổ, nay còn lại ba cây, cho bóng mát tỏa khắp một vùng rộng lớn.

## Kiến trúc
Đình gồm năm gian, ba gian chính, hai gian phụ, chiều dài 30 mét, chiều ngang 16 mét.
Sáu vì gôm 24 cột lim, kết cấu kiểu tứ trụ. Mỗi cột cao tầm 8 mét, chu vi 1.5 mét. Tất cả 12 kèo trước, sau và hồi đều được chạm trổ tinh tế. Mỗi góc trên xà đều có một con rồng ổ, Tám con rồng ổ là tám đường gỗ tròn được chạm lộng đầu rồng, cuộn tròn thu hình trong góc mái, đầu thò ra khoảng không, miệng ngậm ngọc, nanh vuốt vẩy vi mềm mại, đường nét kín đáo, uyển chuyển như thực như mơ, đường nét chạm mộc trong đình rất thanh thoát mà phức tạp, vừa nổi vừa chìm. Tất cả được xếp đặt tạo hình tạo dáng tinh tế hài hòa vừa mền như bún vừa cúng như thép. Kỹ thuật mộc đến mức điêu luyện.